# Jakob Missia
Jakob Missia (ur. 30 czerwca 1838 w Mocie, zm. 23 marca 1902 w Gorycji) – rzymskokatolicki duchowny narodowości słoweńskiej, arcybiskup Gorycji, kardynał.

## Życiorys
Święcenia kapłańskie przyjął 30 maja 1863 w Rzymie. Mianowany 10 listopada 1884 biskupem ordynariuszem Lublany. 7 grudnia 1884 przyjął sakrę biskupią w Grazu z rąk biskupa Seckau Johanna Baptista Zwergera przy asyście Johanna Hallera biskupa pomocniczego archidiecezji Salzburg i Antona Gruscha biskupa ordynariusza polowego. Od 24 marca 1898 arcybiskup metropolita Gorycji. Kreowany kardynałem na konsystorzu 19 czerwca 1899 przez Leona XIII. 14 grudnia 1899 otrzymał tytuł prezbitera Santo Stefano al Monte Celio. Był pierwszym w historii kardynałem narodowości słoweńskiej.